# Friedrich I. (Sachsen-Gotha-Altenburg)

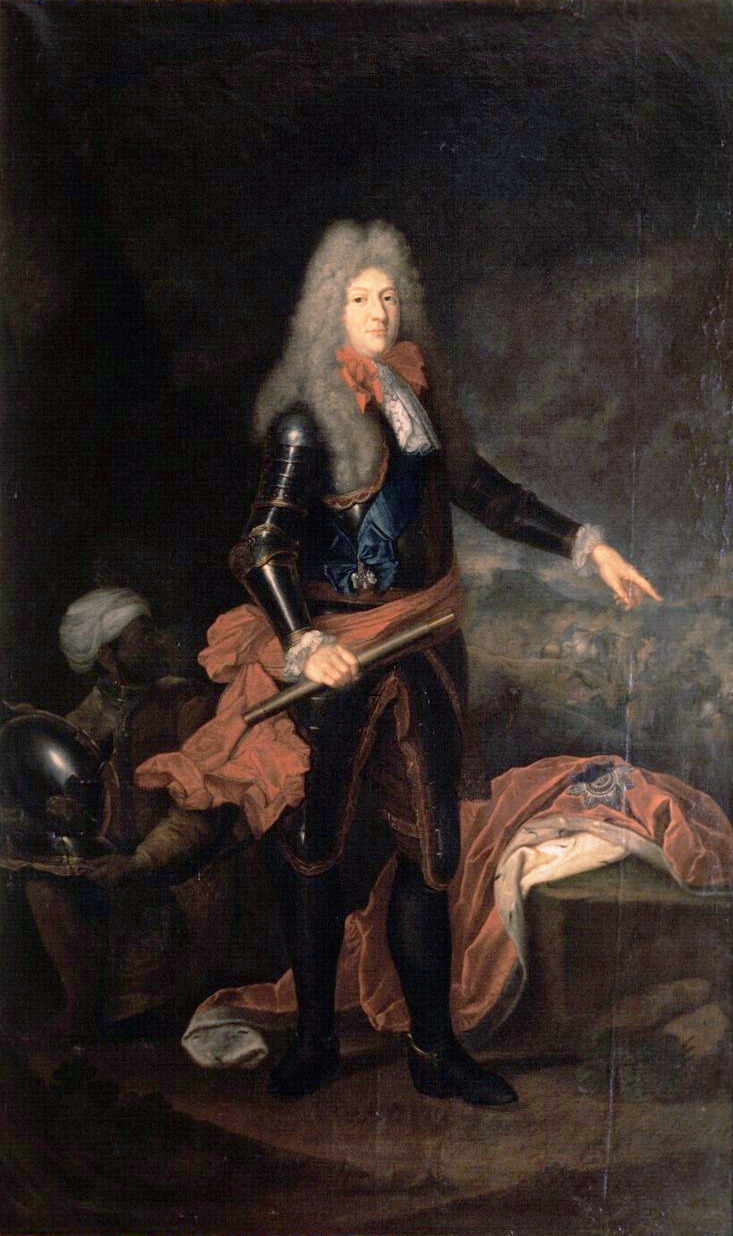
Gemälde des Herzogs Friedrich I. von Sachsen-Gotha-Altenburg, Christian Schilbach zugeschrieben

Herzog Friedrich I. von Sachsen-Gotha-Altenburg (* 15. Juli 1646 in Gotha; † 2. August 1691 in Friedrichswerth) war ein Landesherr in Thüringen aus der Familie der ernestinischen Wettiner. Er setzte die von seinem Vater begründete Linie Sachsen-Gotha fort, die aber zur Unterscheidung zur älteren Linie Gotha gemeinhin als Sachsen-Gotha-Altenburg bezeichnet wird.

## Leben

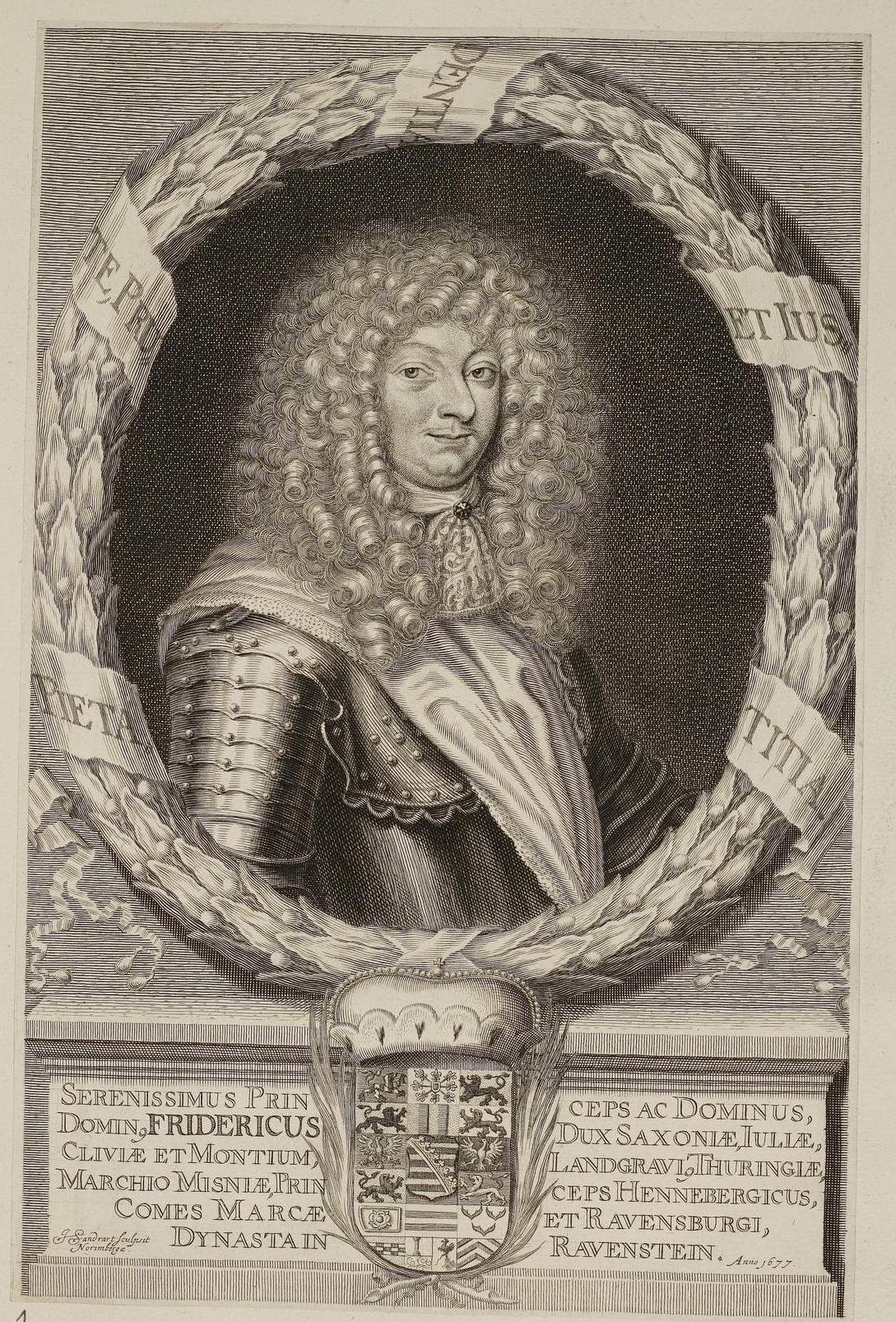
Friedrich I.

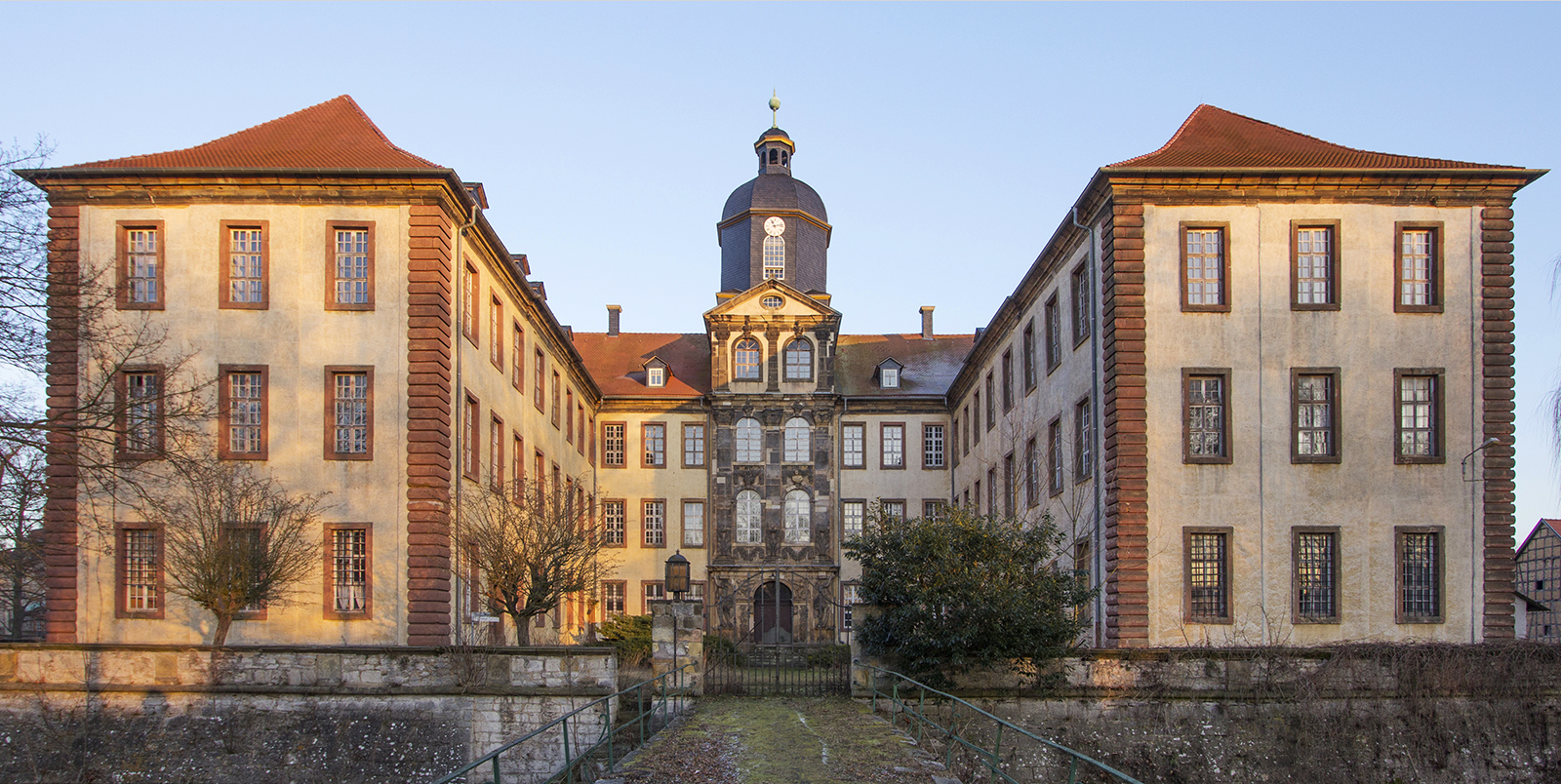
Schloss Friedrichswerth

Friedrich I. wurde als Sohn des Herzogs Ernst des Frommen von Sachsen-Gotha und dessen Ehefrau Elisabeth Sophia von Sachsen-Altenburg geboren. Seine Ausbildung erhielt er unter anderem durch den Hofmeister Joachim Bartholomäus Meyer. Als seinem Vater, der als Herzog von Sachsen seit 1640 das Fürstentum Gotha regierte, durch Erbfolge 1672 auch das Fürstentum Sachsen-Altenburg zufiel, setzte dieser Friedrich I. dort zum Regenten ein. 1674 übertrug ihm sein von Krankheiten geschwächter Vater dann die Regierungsgeschäfte in allen seinen Landen.
Nach dem Tod seines Vaters im Jahr 1675 übernahm Friedrich nach Maßgabe des väterlichen Testaments die Nachfolge. Er hatte aber seine sechs jüngeren Brüder an der Regierung zu beteiligen, denn sein Vater wünschte zwar keine Teilung des Landes, hatte sich aber zur Einführung der Primogenitur auch nicht entschließen können, weil eine faktische Enteignung der nachgeborenen Söhne seinem Verständnis von familiärem Verhalten und der in der Bibel geforderten Gleichbehandlung aller Söhne widersprach. So kam es zunächst zu einer gemeinsamen Hofhaltung aller sieben Brüder auf Schloss Friedenstein, die allerdings nur bis 1676 bestand. Danach errichteten sich die Brüder mit ihren Frauen eigene Hofhaltungen in den ihnen zugeteilten Ämtern. Friedrich blieb in Gotha, ließ sich aber ab 1677 als Sommersitz das Schloss Friedrichswerth erbauen.
Danach begannen Verhandlungen zur Teilung des väterlichen Erbes. Diese wurde schließlich mit dem „Hauptreceß“ vom 24. Februar 1680 durchgeführt. Friedrich behielt die Ämter Gotha, Tenneberg, Wachsenburg, Ichtershausen, Georgenthal, Schwarzwald, Reinhardsbrunn, Volkenroda, Oberkranichfeld, Altenburg, Leuchtenburg und Orlamünde. Der aus diesen Ämtern geformte Staat nannte sich Sachsen-Gotha-Altenburg. Er bestand aus drei größeren, nicht zusammenhängenden Gebieten um Gotha, Kahla und Altenburg sowie sechs kleineren Exklaven. Als Residenz diente Friedrich weiterhin das vom Vater erbaute Schloss Friedenstein. Die gothaische Landesteilung von 1680 nutzte Friedrich zur Verlegung der Kreismünzstätte Saalfeld nach Gotha.
Friedrich I. bemühte sich, die Werke seines Vaters fortzuführen. Um künftige Landesteilungen wegen der wirtschaftlich kaum noch möglichen Überlebensfähigkeit solch winziger Territorien zu verhindern, führte er für sein Haus 1685 die Primogenitur ein (1688 durch den Kaiser bestätigt; Sachsen-Hildburghausen folgte 1714, Sachsen-Weimar 1724, Sachsen-Saalfeld 1733 und Sachsen-Coburg-Meiningen 1803). Ab 1677 errichtete er das Lustschloss Friedrichswerth in dem Dorf Erffa, rund 15 km von Gotha entfernt, das zu seinen Ehren in Friedrichswerth umbenannt wurde.
Im Jahr 1683 gründete Friedrich I. das heute noch bestehende Gothaer Schlosstheater. Er war auch ein eifriger Tagebuchschreiber; seine erhaltenen Tagebücher gehören zu den wichtigsten fürstlichen Selbstzeugnissen der Epoche und belegen ein sehr weitgehendes, auch praktisches Interesse an der Alchemie. Friedrich I. nahm an der Entsetzung von Wien, als dieses von Türken belagert wurde (1683), und am Reichskrieg gegen Frankreich teil. Die Finanzen seines kleinen Landes ruinierte er allerdings durch den Aufbau eines stehenden Heeres, das bei seinem Tod 10.000 Mann umfasste.
Die Landesaufteilung mit seinen Brüdern blieb nicht ohne Anfechtung, insbesondere die Jüngsten, Ernst und Johann Ernst, fühlten sich benachteiligt: Friedrichs Einkünfte überstiegen die von Johann Ernst um das Siebenfache. Die beiden erhoben Protest beim Reichshofrat, der sich noch bis 1735 hinziehen sollte.
Friedrich I. war von 1686 bis zu seinem Tod der Senior der Ernestiner. Er verstarb als der jüngste Träger dieses Amtes überhaupt im August 1691 bei einem Aufenthalt auf seinem Sommersitz Friedrichswerth und wurde in der auf sein Geheiß 1679/80 angelegten Fürstengruft der Schlosskirche auf dem Friedenstein neben seiner zehn Jahre zuvor verstorbenen ersten Ehefrau Magdalena Sibylle bestattet. Sein ältester Sohn Friedrich II. folgte ihm als Herzog von Sachsen-Gotha-Altenburg nach.
In der Wertung der Geschichtswissenschaft wird Friedrich I. zeitweise als prunksüchtig, machtbezogen und verschwenderisch dargestellt. Hierzu wird oft der Vergleich mit seinem Vater Ernst I. von Sachsen-Gotha-Altenburg (genannt Ernst der Fromme) gezogen. Der Historiker August Beck wertete Friedrich unverhohlen als verschwenderisch und nicht ebenbürtig mit seinem Vater. Zwar hat Friedrich I. dem Aufbau eines stehenden Heeres und der Auslebung eines zeittypischen aufwendigen Lebensstils eher zugesprochen, als der strenge Ernst I. Dennoch hat er den Reformkurs seines Vaters fortgesetzt und die Gesetzgebung des Herzogtums Sachsen-Gotha-Altenburg zwar fortentwickelt, aber in den Grundzügen auf dem Wirken seines Vaters aufgebaut. Dies konnte er, weil Ernst der Fromme ein für die Zeit bereits ausgesprochen fortschrittliches und vorausschauendes Gesetzgebungswerk auf den Weg gebracht hatte. Es bestand also schlicht keine Notwendigkeit, gänzlich neue Wege zu beschreiten.

## Familie
Friedrich I. hatte in erster Ehe am 14. November 1669 Magdalena Sibylle (1648–1681), eine Tochter von Herzog August von Sachsen-Weißenfels, geheiratet. Mit dieser hatte er sechs Töchter und zwei Söhne:
- Anna Sophie (1670–1728), verheiratet 1691 mit Fürst Ludwig Friedrich I. von Schwarzburg-Rudolstadt
- Magdalena Sibylle (1671–1673)
- Dorothea Maria (1674–1713), verheiratet 1704 mit Herzog Ernst Ludwig I. von Sachsen-Meiningen
- Friederike (1675–1709), verheiratet 1702 mit Fürst Johann August von Anhalt-Zerbst
- Friedrich II. (1676–1732), Herzog von Sachsen-Gotha-Altenburg
- Johann Wilhelm (1677–1707)
- Elisabeth (1679–1680)
- Johanna (1680–1704), verheiratet 1702 mit Herzog Adolf Friedrich II. von Mecklenburg-Strelitz

Nach dem Tod seiner ersten Frau 1681 heiratete er noch im gleichen Jahr erneut, Christine (1645–1705), Tochter des Markgrafen Friedrich VI. von Baden-Durlach. Seine zweite Ehe blieb kinderlos.
Siehe auch: Ernestinische Herzogtümer